# Đại dịch COVID-19 tại Brasil
Bài viết này phản ánh lại các tác động của sự bùng phát virus corona 2019 ở Brasil và sẽ không bao gồm tất cả phản ứng và biện pháp chính đương đại. Tính đến hết ngày 13 tháng 4 năm 2024 có 38,743,918 ca được ghi nhận xếp 2 thế giới, 711,380 chết; tâm dịch là các bang: São Paulo: gần 372.000 ca; Ceará: hơn 136.700 ca; Rio de Janeiro: hơn 129.000 ca; Pará hơn 125.700 ca; Maranhão: gần 99.000 ca; Bahia: hơn 105.700 ca; Amazonas: gần 84.000 ca; Minas Gerais hơn 75.000 ca; Pernambuco hơn 72.400 ca;...Các thành phố /quận / hạt tâm dịch: São Paulo hơn 152.000 ca; Brasilia hơn 70.000 ca; Rio de Janeiro hơn 64.000 ca; Salvador: hơn 43.000 ca; Fortaleza: hơn 38.000 ca; Manaus hơn 30.000 ca;...

## Dòng thời gian
Bản mẫu:Dữ liệu đại dịch COVID-19/Biểu đồ số ca nhiễm tại Brasil
Vào ngày 28/1/2020, một thông báo khẩn cấp được nâng lên cấp độ 2 của 3, hay còn được coi là một "nguy hiểm sắp xảy ra" đối với Brazil.
Vào ngày 5 tháng 2, chính phủ Brazil đã cử hai máy bay di tản 34 trong số 58 người Brazil ở Vũ Hán. Họ đã bị cách ly tại một căn cứ Không quân Brazil ở Anápolis, Goiás, và được xuất viện, cùng với các bác sĩ và chuyên gia đã liên lạc với họ, vào ngày 23 tháng 2, sớm hơn bốn ngày so với dự đoán khi xét nghiệm định kỳ liên tục cho kết quả âm tính với COVID-19.
Vào ngày 25 tháng 2, Bộ Y tế Brazil đã báo cáo trường hợp đầu tiên về COVID-19 ở Nam Mỹ - và Brazil, một người đàn ông 61 tuổi đến từ São Paulo, đi du lịch đến Bologna, Ý, từ ngày 9 đến 21 tháng 2. Ông đã thử nghiệm dương tính với SARS-CoV-2 tại Bệnh viện Israel Einstein Einstein, cũng được xác nhận bởi Viện nghiên cứu Adolfo Lutz. Bệnh nhân đã có triệu chứng nhẹ và cách ly tại nhà.
Vào ngày 26 tháng 2, sau trường hợp được xác nhận đầu tiên ở nước này, chính phủ đã báo cáo rằng Brazil đang theo dõi 20 trường hợp nghi ngờ, 12 trong số đó là những người đến từ Ý.
Vào ngày 27 tháng 2, Brazil đã báo cáo 132 trường hợp nghi ngờ ở 16 tiểu bang, 85 trong số đó ở bang São Paulo.
Vào ngày 28 tháng 2, chính phủ Brazil đã báo cáo 182 trường hợp nghi ngờ ở 17 tiểu bang, 72 trường hợp ngày hôm trước đã được giảm giá. Cùng ngày, các nhà khoa học Brazil từ Viện dữ liệu Adolfo Lutz và Viện nhiệt đới Acaduto Lưu trữ ngày 22 tháng 7 năm 2020 tại Wayback Machine, Đại học São Paulo, một phần của trung tâm nghiên cứu CADDE Lưu trữ ngày 22 tháng 7 năm 2020 tại Wayback Machine, đã công bố giải trình tự bộ gen COVID-19 của trường hợp đầu tiên ở Brazil, trong một thời gian kỷ lục chỉ hai ngày . Khám phá này sẽ hỗ trợ phát triển chẩn đoán cải thiện và cải thiện các biện pháp kiểm soát để hạn chế sự lây lan của bệnh.
Vào ngày 29 tháng 2, một trường hợp thứ hai đã được xác nhận tại nước này: bệnh nhân là một người đàn ông 32 tuổi đến từ Milan, Ý. Brazil cũng báo cáo 207 trường hợp nghi ngờ ở 17 tiểu bang, 91 trong số đó ở São Paulo.
Vào ngày 3 tháng 3, Brazil đã nâng số trường hợp nghi ngờ từ 433 lên 488 tại 23 bang. Cùng ngày, bộ gen của trường hợp thứ hai ở Brazil đã được phát hành trên cơ sở dữ liệu của GISAID. Phân tích bộ gen của Brazil cho thấy hai giới thiệu độc lập về virus ở Brazil từ Bắc Ý và có ý nghĩa trực tiếp trong việc hiểu về sự bùng phát ở Ý.
Vào ngày 4 tháng 3, Brazil đã xác nhận thêm hai trường hợp mắc COVID-19, nâng số bệnh nhân mắc bệnh lên 4, tất cả trong số họ đến từ bang São Paulo, cũng tăng số trường hợp nghi ngờ từ 488 lên 531.
Vào ngày 5 tháng 3, Brazil đã xác nhận 3 trường hợp nhiễm virus corona mới, nâng tổng số lên 7, các bang Rio de Janeiro và Espirito Santo đã xác nhận các trường hợp đầu tiên. Bộ Y tế cũng báo cáo rằng hai trong số các trường hợp mới là truyền bệnh địa phương. Ngoài ra, một người ở Khu liên bang phải nhập viện sau khi xác nhận COVID-19 và chờ đợi xét nghiệm thứ hai.
Vào ngày 6 tháng 3, nước này đã nâng tổng số trường hợp được xác nhận lên 13, cũng là bang Bahia xác nhận trường hợp đầu tiên, số trường hợp nghi ngờ đã được nâng lên 768. Cùng ngày, các nhà khoa học Brazil đã công bố việc trồng COVID-19 trong phòng thí nghiệm, với mục đích góp phần chẩn đoán và vắc-xin chống lại căn bệnh này. Phát biểu trước quốc gia, Tổng thống Brazil Jair Bolsonaro, nói với mọi người "không có lý do gì để hoảng sợ" và họ "phải tuân thủ nghiêm ngặt các khuyến nghị của các chuyên gia là biện pháp bảo vệ tốt nhất".
Vào ngày 7 tháng 3, Bộ Y tế Brazil đã xác nhận 6 trường hợp mới COVID-19, nâng tổng số người trong nước lên 19. Tổng số trường hợp nghi ngờ đã giảm xuống còn 674.
Vào ngày 8 tháng 3, Brazil đã xác nhận 6 trường hợp mới về COVID-19, nâng tổng số người trong nước lên 25.
Vào ngày 9 tháng 3, nước này đã xác nhận 5 trường hợp nhiễm coronavirus mới ở bang Rio de Janeiro, nâng tổng số lên 30, tổng số trường hợp nghi ngờ đã được nâng lên 930.

## Số liệu thống kê
| Ngày                | Trường hợp mới | Trường hợp tích lũy |
| ------------------- | -------------- | ------------------- |
| 22 tháng 2 năm 2020 | 0              | 0                   |
| 23 tháng 2 năm 2020 | 0              | 0                   |
| 24 tháng 2 năm 2020 | 0              | 0                   |
| 25 tháng 2 năm 2020 | 1              | 1                   |
| 26 tháng 2 năm 2020 | 0              | 1                   |
| 27 tháng 2 năm 2020 | 0              | 1                   |
| 28 tháng 2 năm 2020 | 0              | 1                   |
| 29 tháng 2 năm 2020 | 1              | 2                   |
| 1 tháng 3 năm 2020  | 0              | 2                   |
| 2 tháng 3 năm 2020  | 0              | 2                   |
| 3 tháng 3 năm 2020  | 0              | 2                   |
| 4 tháng 3 năm 2020  | 2              | 4                   |
| 5 tháng 3 năm 2020  | 3              | 7                   |
| 6 tháng 3 năm 2020  | 6              | 13                  |
| 7 tháng 3 năm 2020  | 6              | 19                  |
| 8 tháng 3 năm 2020  | 6              | 25                  |
| 9 tháng 3 năm 2020  | 5              | 30                  |